# Reuler
Reuler (en luxemburguès: Reiler) és una vila i centre administratiu de la comuna de Clervaux del districte de Diekirch al cantó de Clervaux. Està a uns 50 km de distància de la ciutat de Luxemburg.